# マッドサイエンティスト

男性、年配、ぼさぼさ頭、危ない目つき、白衣、実験道具。ステレオタイプ化した、マッドサイエンティストの戯画

マッドサイエンティスト（英語: mad scientist)とは、主にフィクション作品で登場する、常軌を逸した科学者。
日本語では「狂科学者」、「狂気の科学者」、「狂った科学者」と訳される。類義語にマッドエンジニア（英語: mad engineer）があるが、両者の区別は明確ではない。

## 概説
フィクション作品では、SF等において「博士」や「ドクター」を名乗り科学知識や技術などを有する、常軌を逸した科学者として登場する。超絶的な頭脳を持つが、往々にして理解しがたい価値観や世界征服などとんでもない願望を持ち、周囲の迷惑は何も考えていない。悪役として描写される場合、より端的に「悪の科学者」、また「悪の天才」、「狂気の天才」といった形容詞が着く場合がある。事件を引き起こす役割として登場することが多い。

### 行動
マッドサイエンティストの行動は、しばしば以下のように描写される。共通するのは、パニックを起こすことである。
- 純粋な興味から倫理に外れた分野の知識を探求する。この場合、無責任な行動の結果として周囲に危険が及ぶ[4]。
- 私欲のために、その知識を積極的に利用する。この場合、自身の発明を積極的に犯罪行為に用いる。

SFを主題とする作品では、ロボット、人造人間などを開発して大混乱を引き起こす描写がよくみられる。悪役であることが多いが前者の場合、コメディ作品では主人公の仲間や、ロボットの主人公の創造者として描かれることもある。後者の場合であっても一種のコミックリリーフとして活躍する場合もある。

### 人物像
マッドサイエンティストの人物像は、幾つかの定型がある。共通して付き合い辛い人物の特徴が見られる。
- 傲慢な人物。自身の能力に自信があり自身の行動によって起こる出来事をコントロールできると考えている故意犯。
- 幼稚な人物。一般社会における常識との乖離、無関心。自身の行動に対して無責任か、もしくは結果を想像しない。
- 復讐者。上記に当て嵌まらず、もともと常識的な人物だったが復讐やトラウマにより恣意的に危険な行動を起こす確信犯。

共通の特徴としては、まず優秀であること。ただし例外も見られる。次に科学に対してモノマニア的にひたすら情熱を注ぐ学者・技術者であること。しかし中には、新しい発見による名声や発明による収入を目的とすることもあり科学は、方法に過ぎない場合もある。次に言動が奇矯、一般社会の慣習や礼儀に疎いか無関心で、自分の研究が起こす周囲への迷惑が見えない、あるいは理解できていない点が挙げられる。このために例えば、原水爆や猛毒の細菌の開発、遺伝子を操作して全く新しい生物を創出する等、危険な研究に執念を燃やすことが挙げられる。しかしパニックが目的の場合、自分の行動を客観的に理解しており当て嵌まらない場合もある。
内面は、挫折、トラウマ、周囲との衝突や軋轢、自身の行動を理解されない共感性の違いから孤独を感じている場合が多い。このようなコミュニケーションのストレスが周囲との隔絶に繋がって他人の生命を軽んじたり、社会への報復、孤独に引き籠る人物像に結びつく。逆に積極的に周囲とコミュニケーションを取る場合、傲慢な態度、極度な自己肯定、自らを絶対者として演出しようという欲求に結びつく傾向が挙げられる。
対して人騒がせではあるが基本的には無害な人物として描かれる場合もある。正義のヒーローが登場する勧善懲悪の物語では、この穏健なマッドサイエンティストは、味方側として登場する場合がある。この場合、一見、傍迷惑な奇人変人であるが、主人公にとって必要となるキーアイテムを開発・提供する重要なポジションの人物となる。この穏健なマッドサイエンティストは、コミュニケーションのストレスがないために反社会的な行動を取らないのだと指摘できる。

### 目的
主にマッドサイエンティストは、以下の目的を選ぶことが特徴とされる。
- 科学の倫理的な側面を無視する。（例えばニュルンベルク綱領やロボット工学三原則を無視したり、人体実験を行う。または、犯罪行為。）
- 神を演じる。あるいは、自らを絶対者に位置づけようとする。
- 自身の野望の達成や欲望の充足に積極的・肯定的であり、そのためには社会からの逸脱や他者の犠牲を厭わない。

マッドサイエンティストが引きつけられるとする研究・探究の分野には、以下のようなものがある。
- 考古学（オーパーツや魔術的なアイテム〈magical artifacts〉も含まれる）
- 宇宙物理学
- 生化学
- 生物学、特に発生学
- 医学（とくに不老不死や「人間の品種改良」、人体改造に執着）
- 薬学（とくに不老不死関連、麻薬、精力剤（媚薬）など）
- 電子工学、ロボット工学、機械工学
- 物理学、特に核物理学
- 相対論
- 冶金学（金などの貴金属やレアメタル・ダイヤモンドに興味が偏っている。錬金術、練丹術の研究を行なう事も）
- 疑似科学一般
- 超心理学
- 昆虫学
- 軍事学
- 政治学（自身の野望を達成するための補助的な手段として）
- 言語学

逆に、伝統的にマッドサイエンティストがほとんど見向きもしなかった分野は、以下のようなものである。
- 植物学
- 地質学
- 社会科学
- 人文科学
- 教育学
- 芸術学

また、工学と名の付く学問は概ねマッドサイエンティストの興味の対象であるが、信頼性工学・人間工学・交通工学・経営工学の様に、マッドサイエンティストの研究においては登場しない分野もある。
日本の漫画、アニメーションに登場する科学者は、専攻分野がよく判らない「何でも博士」が多い。この場合、広範な分野に対して雑学的以上に精通していなければできない研究や発明さえ、1人で行う。

### 視覚的特徴
マッドサイエンティストは、奇矯な振る舞い、極端に危険な手段を用いることで特徴付けられる。彼らの研究所ではしばしば、テスラコイルやバンデグラフ起電機や、その他の火花を飛ばしたりポンと音を立てたりするガラクタなどが、ぶんぶん唸っている。またロボットやアンドロイドが描かれる場合は、失敗作の手足や胴体があちこちに転がっていたりする。
端的にマッドサイエンティストである事を受け手に理解させる為に、容姿で演出がなされる事も多い。例として挙げられるアイテムは、白衣、黒いマント、モノクル、異様に光の反射率が高い（レンズの向こう側の目が見えない）眼鏡、得体の知れない液体の入った白煙を上げるフラスコ、手入れされずボサボサの髪形、機械義手や身体の一部のサイボーグ化などである。日本で作られた創作作品における具体的な例としては、ナムコから発売されたアーケードゲーム、『超絶倫人ベラボーマン』の爆田博士が挙げられ、まず名前自体から、黒マント、眼鏡、片手は機械の義手、ヘアースタイルがキノコ雲を模しているという、まさに手本の様なデザインであった。

### 魔法使い
科学者という概念、職業形態が定着する以前の世界を物語の舞台とするフィクションでは、マッドサイエンティストの役割は、魔法使いが充てられる。作品の世界観によっては、錬金術やスチームパンクなどの疑似科学的な知識や技術の専門家、研究者である場合も見られる。これらは、演出上の差異が見られるものの行動や人物像、目的に関しては、ほぼ同一と言って良い。むしろ現実に則した世界観に比べファンタジー作品では、神や悪魔が存在し、明確に正邪善悪が定義されているため一層、その行動は、非常識として見做される場合が多い。また宗教の解釈を取り違えた狂信者、異端者という姿でも描かれる。

## 現実の事例
歴史上に出現した著名だが、やや風変わりな科学者の行動がマッドサイエンティストのモデル、想像のアイディアになったといえる。
まず現代の常識、倫理基準において異常であっても当時は普通とされた人物も多い。
古代ギリシアのアルキメデスは、裸で市中を走り回った、研究に没頭するあまりローマ兵に抵抗して殺害されたとされるエピソードが有名である。エウドクソスは、天動説を唱え、アリストテレスらによって支持された。イタリアのレオナルド・ダ・ヴィンチは、医療分野でなく絵画の人体デッサンへの興味から死体を解剖した。陰陽道は、現代からすれば科学ではないが中国や日本は、これらを科学として重視した。天武天皇は、自身も陰陽道を修め、陰陽寮を設置した。陰陽師の安倍晴明、安倍有世は、社会的に高い地位にあった。ジョン・ハンターは、「近代外科学の開祖」と呼ばれながら死体コレクターとして知られるが、当時の医師の倫理観からすれば死体の収集は、研究方法として正当な物である。ベンジャミン・ラッシュは、「精神病の患者を板の上に縛りつけて回転させることで頭に血液を集めて治療する」、「アメリカ合衆国憲法で医師免許を禁止しようとした」、「黒人が黒いのは遺伝病である」など現代の基準で見れば狂気の医者のように見えるが、当時としては正当な医学として高い評価を受けていた。アントワーヌ・ルイ医師は、処刑道具ギロチンを発明した。
ナチス・ドイツにおけるアドルフ・ヒトラーの主治医テオドール・モレルがいる。モレルは病状を隠し劇物を使用した危険な治療を本人の同意なしに行った。「死の天使」と綽名された医師のヨーゼフ・メンゲレは、アウシュビッツ強制収容所において多くの悲惨な人体実験を繰り返した。メンゲレをモデルとした人物が主人公であるムカデ人間が作られている。ナチスの人体実験にはヨーゼフ・メンゲレ以外にも多くの科学者が関与している。。
逆に現代から見れば正当な主張をして批判に晒された人物も多い。地動説のガリレオ・ガリレイや進化論のダーウィンが有名である。｢院内感染予防の父」センメルヴェイスは、手を洗うことを推奨して精神病院に送られた。
次いで科学者や技術者の中でも、平和利用から離れる兵器開発者がマッドサイエンティストのアイディアに繋がる場合が多い。
ガトリング砲を発明した発明家ガトリングは、「１人で１００人分戦えば兵士が少なくて済み、不衛生な戦場で病死が減る」と発言した。ノーベルは、ダイナマイトの発明者で知られ、彼に対して使われた「死の商人」は、広く軍事産業に関わるマッドサイエンティストのアイディアに使われた。工学博士平賀譲は、主張を曲げない頑固な性格から「不譲（ゆずらず）」の異名で知られる。ロケット技術者フォン・ブラウンは、「宇宙に行く為なら悪魔に魂を売り渡してもよいと思った」と発言している。フォン・ノイマンは、倫理に反するような研究を行った科学者ではなく多分野に渡って優れた功績を残したが、その卓越した頭脳と個性的な人物像を「悪魔」と評された。特に核兵器開発に参加したことや当人のタカ派の政治思想面からスタンリー・キューブリックによる映画『博士の異常な愛情』のストレンジラヴ博士のモデルの一人ともされている。コーンフレークの生みの親とされるジョン・ハーヴェイ・ケロッグは、極端な禁欲主義者であり、去勢を推進するための食事を開発中に、パン生地を乾燥させて作られたものが元になっている。

## 歴史

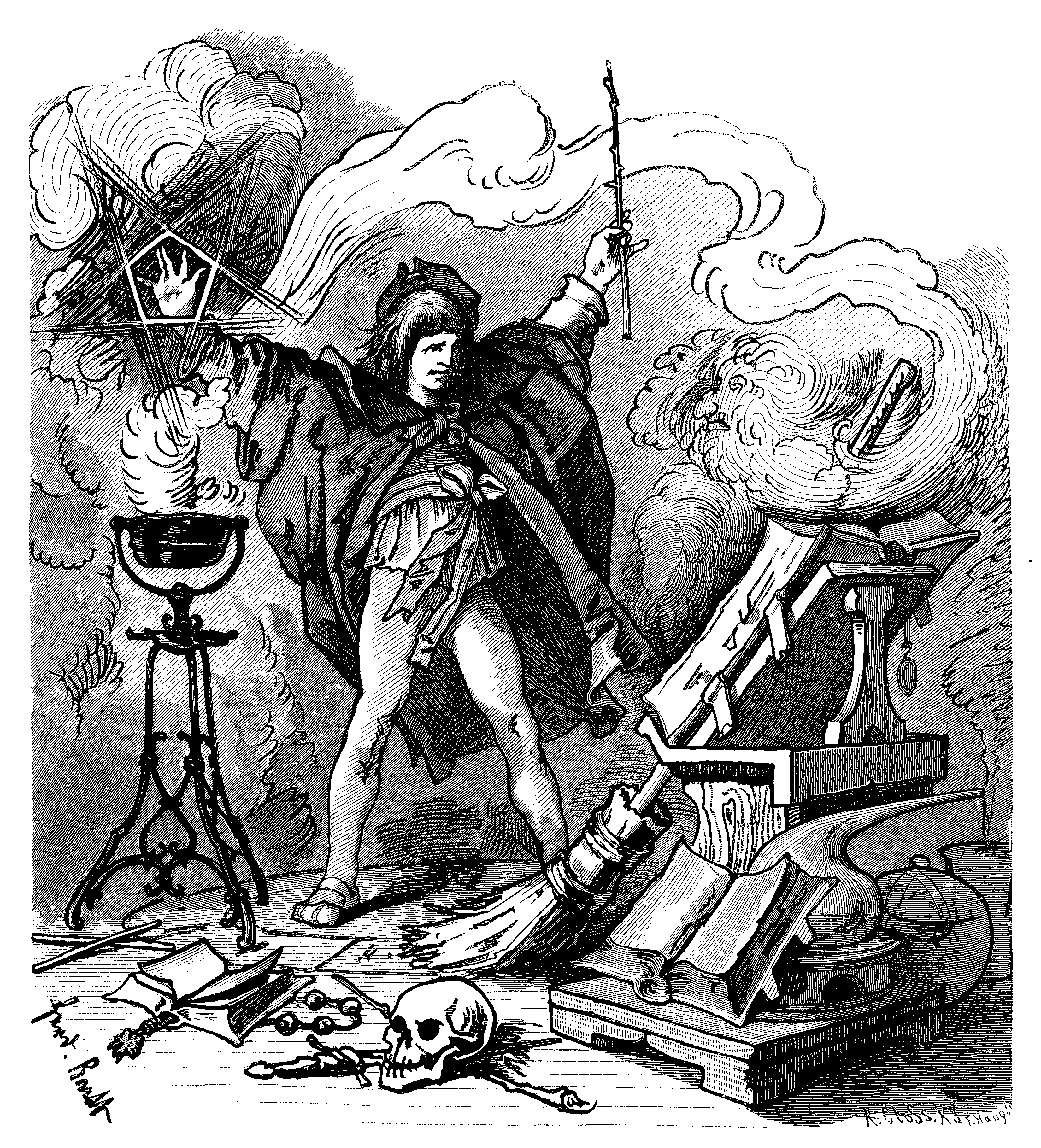
ゲーテ作 「魔法使いの弟子」の挿絵

マッドサイエンティストのステレオタイプは、19世紀の文学作品において科学の危険性あるいは、科学への恐怖を表現するために作り出された。
近代まで宗教下において管理され、行使されてきた科学的技術が、その管理と無関係に、しかも急速に発達していく中、見慣れない新しい人工物を社会にもたらし、社会生活や伝統的価値観を変容させていくことに対して大衆が持つ不安や不快感を、人間の姿を借りて擬人化したものと言える。いわば科学進歩と宗教やモラルの論争が、初期ステレオタイプの特徴である。

### 前史
神話に見られるマッドサイエンティストとしては、古代ギリシアの神話のプロメテウスが知られる。彼は、現在のフィクションの登場人物のように風変わりではないものの全知全能の神ゼウスに挑戦するという常軌を逸した人物として描写される。また後世の神を出し抜こうとした知恵者として危険な行為を冒す科学者の代名詞ともなった。中国の神話には、蚩尤が登場した。彼は、最初の武器の発明者であり天界の支配者黄帝に反乱を起こして敗れた最初の反逆者として描写された。ただしプロメテウスと蚩尤は、どちらも神であり知恵だけでなく超人的な能力も備えていたが、ギリシア神話のイカロスは、蝋で固めた翼で空を飛び、太陽の熱で蝋が解けて墜落死するという結末を辿った。彼らは、卓越した頭脳、自身の能力への傲慢な自信、自身の行動の結果を予測できない危険な行為など、現在のマッドサイエンティストに通じる部分も持つ。
このように神話のマッドサイエンティストは、知力を過信する人間の傲慢さを戒める訓話だった。
中世の騎士道物語では、マーリンなどの魔法使いが登場する。彼らは、主人公である騎士の助言者であったり不思議な力で問題を解決できる物語のキーパーソンを務めた。日本神話の塩土老翁など神話にもルーツを見ることが出来る。悪役ではないマッドサイエンティストを含めフィクションの科学者は、彼らの現代的にアレンジされた姿と言える。

### マッドサイエンティストの登場
マッドサイエンティストの原型とされるのは、1818年のメアリー・シェリーによる小説『フランケンシュタインあるいは現代のプロメテウス』(Frankenstein, or the Modern Prometheus)（フランケンシュタイン）に初登場する人造人間を作ったヴィクター・フランケンシュタインである。同情するべき点もあるもののフランケンシュタインは、軽率かつ結果を顧みずに"越えてはならない境界"を越えて、禁じられた実験を行うという決定的な要素が提示されている。
生命創造、操作に対するマッドサイエンティストの挑戦は、その原型を錬金術や多くの伝説に見ることができる。フランケンシュタイン博士による人造人間の創造は、そのテーマを確立した。しかし現代では、その描写が人々にとってよりリアルなものとなった。かつて想像の産物であったクローンや遺伝子操作、ロボット、AI技術などが現実となった。一方、様々な議論がそれに追いついているとは言い難い。そのため「技術だけが進みすぎている」という漠然とした恐怖を背景にマッドサイエンティストの暴走が、よりリアルなものとして描かれるようになってきた。映画『ジュラシックパーク』では、遺伝子技術によって現代に恐竜を再生させる物語が描かれた。
孤独な人物としてのマッドサイエンティストの立場は、自然や法律を犯しても利益を得ることを企む企業や組織の幹部に置き換わっていく傾向にある。これは、科学技術が複雑化・専門化し、天才であっても一人で発明をするという設定が説得力を失ったからと考えられる。彼らは、歪んだ欲望を追求するために専門家たちを雇い、アゴで使う。漫画『スーパーマン』の宿敵レックス・ルーサーは、初期の設定から大企業の社長に変わり、研究開発部門の重要な役職を務め、果ては大統領になるなどこのような変化の典型である。しかしなお、このポーズは読者の興味を引くために人気のサイエンスライターによって気ままに使われている（どういう訳か、危険かつ過激である程により興味を引くものとなる）。イアン・フレミングの小説『007』シリーズでは、スペクターと呼ばれる犯罪専門のマッドサイエンティスト集団まで登場する。
第二次世界大戦後の大衆文化では、取り分け核兵器に関するマッドサイエンティストが盛んに見られるようになる。ナチス・ドイツにおける生物兵器や化学兵器とアメリカ合衆国による原子爆弾の開発・成功と日本への原子爆弾投下、核保有国の核兵器配備は、科学技術が制御を失った力、それらを産み出した科学技術の更なる進展は、第三次世界大戦・地球の壊滅的破壊や人類滅亡さえ出来る力を持ちえる様になったことで深い恐怖を惹起した。映画『博士の異常な愛情』は、ブラックコメディではあるものの制御を失った核兵器の恐怖を究極の形で表した一つと言える。

## 登場作品

### 映画・小説
『フランケンシュタイン』
人造人間モンスターの発明者、主人公ヴィクター・フランケンシュタインが登場する。
『海底二万里』『神秘の島』
イギリス海軍に怨みをもち、復讐として軍艦を沈めるため19世紀としてはあり得ない技術を詰め込んだ潜水艦ノーチラス号を開発したネモ船長が登場する。
『地底旅行』
主人公アクセルの叔父で鉱物学と化学を専門とするオットー・リーデンブロック教授が登場。
『ジキル博士とハイド氏』
精神分離薬を開発したジキル博士が登場。
『透明人間』
主人公の科学者グリフィンが人体を透明にする薬を開発する。
『メトロポリス』
人造人間を作成したロトワングが登場する。
『チャールズ・ウォードの奇怪な事件』
主人公チャールズ・ウォードが死者蘇生という禁断の研究を行う。
『博士の異常な愛情』
発動すると地球が滅びる”皆殺し爆弾”を開発したストレンジラブ博士が登場する。
『レッド・ドラゴン』ほか
医学、数学、芸術にも精通した犯罪者ハンニバル・レクターの活躍を描く。
『007』シリーズ
各作品において悪の組織の様々な犯罪にマッドサイエンティストが参加する。
『パチンコ必勝原理』
筒井康隆の短編小説。物理学者が町場のパチンコを確率論を駆使して攻略しようとする姿を描く。

### 漫画・アニメ・ゲーム
『バットマン』
シリーズのヴィラン（悪役）のスケアクロウ、ポイズン・アイヴィー、ミスター・フリーズがマッドサイエンティストとして知られる。
『スパイダーマン』
シリーズのヴィラン（悪役）のオットー・オクタヴィアス、モンスター教授がマッドサイエンティストとして知られる。
『フィリックス・ザ・キャット』
フィリックスの持つ「トリック・バッグ」を狙う悪の科学者プロフェッサーが登場する。
『パーマン』ほか
藤子・F・不二雄の漫画に登場する架空の科学者魔土災炎が登場する。
『エア・ギア』
作中の世界観に深く関わる南林太が登場する。
『リック・アンド・モーティ』
マッドサイエンティストのリック・サンチェスが孫のモーティ (もしくは孫娘のサマー) を連れて危険で、素晴らしい様々な宇宙を冒険する。
『STEINS;GATE』
未来ガジェット研究所の創設者「岡部 倫太郎」がマッドサイエンティストを名乗る。
『デビルサマナー』シリーズ
悪魔を実験の対象に生命創造の研究を続けるフランケンシュタインが登場する。
『メタルマックス』シリーズ
ゲーム中で死亡したキャラクターを生き返らせてくれるドクター・ミンチが登場する。
『ソニック』シリーズ
世界征服を目論む自称悪の天才科学者Dr.エッグマンが登場する他、Dr.エッグマンの遠い子孫であり、世界の破滅を目論むエッグマンネガが登場する。
『ボンバーマン』シリーズ
宇宙征服を目論む悪の天才科学者プロフェッサーバグラーが登場する他、悪の組織"ヒゲヒゲ団"に所属する天才ボム科学者Dr.メカードが登場する。
『ロックマン』シリーズ
自らが開発、もしくは改造を施したロボットを率いて世界征服を狙うDr.ワイリーが登場する。
『実況パワフルプロ野球 サクセスモード』
主人公に人体実験を行うダイジョーブ博士が登場する。
『GOD SAVE THE すげこまくん!』
個人で核ミサイルを保有し、日夜怪しい機械や怪獣、薬物などを開発している「すげこまくん」が主人公。
『究極超人あ～る』
主人公のアンドロイド、R・田中一郎を作り、世界征服を企む成原成行が登場する。
『名探偵コナン』
灰原哀の父親で化学者の宮野厚司が、マッドサイエンティストとして学会から追放されたとされている。
『銃夢』
人間の「業（カルマ）」を宿願とするディスティ・ノヴァ博士が登場する。ナノマシン技術の第一人者でもあり、その技術を用いて、ほぼ不死となっている。
『とっても少年探検隊』
エピソード「地下室の子守唄（メロディー）の巻」において、世界征服を企む松戸（まっど）が登場する。